# Chris Bumstead
Christopher Adam Bumstead (Ottawa, 2 de fevereiro de 1995), mais conhecido como Chris Bumstead ou CBum, é um ex-fisiculturista canadense, hexacampeão do Mr. Olympia Classic Physique, tendo conquistado os títulos de 2019, 2020, 2021, 2022, 2023 e 2024. Também é o maior campeão da sua respectiva categoria.

## Primeiros anos
Bumstead nasceu e cresceu em Ottawa, Ontário. Ele praticou vários esportes durante o ensino médio, incluindo esgrima, futebol americano, beisebol, basquete e hóquei no gelo. Ele começou a praticar musculação aos 14 anos, e entre a nona e a décima segunda série, ele passou de 170 para 225 libras, desenvolvendo principalmente suas pernas. Após construir o que ele considerava um bom físico, Bumstead conheceu seu treinador atual, o fisiculturista profissional Iain Valliere, que estava namorando sua irmã. Em 19 de outubro de 2022, Chris e Iain anunciaram formalmente que não trabalharão mais juntos para focar em suas respectivas participações nos concursos Mr. Olympia.

## Carreira
Ao crescer, o fisiculturismo era apenas um hobby para Bumstead. Ele praticou diversos esportes, desde futebol até beisebol, basquete e hóquei no gelo. Isso desenvolveu o interesse de Bumstead pelo atletismo, e ele começou a praticar musculação durante seu primeiro ano do ensino médio. O namorado de sua irmã, Iain Valliere, viu o potencial de Bumstead e o ajudou a se preparar para competir. A primeira competição de fisiculturismo de Bumstead foi um torneio de nível regional em Ontário, no qual ele competiu com sua irmã, Melissa Valliere. Ambos venceram nas categorias gerais, com Bumstead vencendo como júnior. Ele se apaixonou pelo esporte do fisiculturismo após sua primeira competição. Ele começou a trabalhar diretamente com Iain e dedicou sua vida ao esporte.
Bumstead fez sua estreia competitiva em 2014 aos 19 anos e obteve sua carteira de atleta profissional da IFBB aos 21 anos, depois de conquistar o Campeonato de Fisiculturismo IFBB North American em 2016. Ele impressionou a plateia e os juízes em seu primeiro Mr. Olympia em 2017, conquistando o segundo lugar na categoria de Fisiculturismo Clássico. Seus resultados foram os mesmos na competição do Mr. Olympia de 2018, embora sua condição tenha sido pior em comparação ao ano anterior. Bumstead foi hospitalizado 4 semanas antes da competição de 2018 devido a uma retenção severa de água. Ele passou três noites na sala de emergência e recebeu um diurético forte para eliminar o potássio devido a um problema renal. Bumstead continuou a treinar após sua liberação, mas isso foi um grande contratempo.
Bumstead ganhou fama internacional como vencedor dos concursos 2019, 2020, 2021, 2022, 2023 e 2024 Mr. Olympia, tornando-se o atual campeão na categoria Fisiculturismo Clássico Masculino.
Após sua vitória no Mr. Olympia Classic Physique de 2024, ele declarou sua intenção de se aposentar do esporte.

## Histórico de competições
- Campeonato Norte-Americano IFBB de 2016, Categoria Peso Pesado, 1.º lugar (conquistou o cartão profissional da IFBB)[15]
- Clássico IFBB Dayana Cadeau de 2016, Categoria Fisiculturismo Clássico, 3.º lugar[16]
- IFBB Pittsburgh Pro de 2017, Categoria Fisiculturismo Clássico, 1.º lugar[17]
- IFBB Toronto Pro de 2017, Categoria Fisiculturismo Clássico, 1.º lugar[18]
- Mr. Olympia de 2017, Categoria Fisiculturismo Clássico, 2.º lugar[10]
- Mr. Olympia de 2018, Categoria Fisiculturismo Clássico, 2.º lugar[11]
- Mr. Olympia de 2019, Categoria Fisiculturismo Clássico, 1.º lugar[13]
- Mr. Olympia de 2020, Categoria Fisiculturismo Clássico, 1.º lugar[13]
- Mr. Olympia de 2021, Categoria Fisiculturismo Clássico, 1.º lugar[19]
- Mr. Olympia de 2022, Categoria Fisiculturismo Clássico, 1.º lugar[20]
- Mr. Olympia de 2023, Categoria Fisiculturismo Clássico, 1.° lugar
- Mr. Olympia de 2024, Categoria Fisiculturismo Clássico, 1.° lugar